# Veliki Mošunj
Veliki Mošunj es un pueblo perteneciente al municipio de Vitez, en el cantón de Bosnia Central, Bosnia y Herzegovina.

## Superficie
Cuenta con una superficie de 3,09 kilómetros cuadrados.

## Demografía
Hasta 2013 la población era de 164 habitantes, con una densidad de población de 53,2 habitantes por kilómetro cuadrado.
| Gráfica de evolución demográfica de Veliki Mošunj entre 1961 y 2013 |
|                                                                     |
| Datos según Population statistics of Eastern Europe & former USSR.  |